# モーリス・アルブヴァクス
モーリス・アルブヴァクス（フランス語: Maurice Halbwachs、1877年3月11日 - 1945年3月16日）は、フランスの社会学者。ランス生まれ。ストラスブール大学教授。集合的記憶の提唱者。ホロコースト犠牲者。

## 経歴
1877年、ランス (マルヌ県)で生まれた。フランス・パリの高等師範学校に留学し、初めベルクソン、後にデュルケムの下で学び、レヴィ＝ブリュールなどの影響を受けた。1909年に、彼はドイツに行き、ベルリンでマルクス主義と経済学を研究した。
知識社会学の領域で活躍し、社会学と心理学の統合をはかった。社会主義者だったアルブヴァクスはナチス占領下のパリでゲシュタポに捕まり、ブーヘンヴァルト強制収容所に強制送還され、そこで1945年に赤痢にかかり死去した。

## 邦訳された著書
- 『社会階級の心理学』清水義弘訳、誠信書房、1958年
- 『集合的記憶』小関藤一郎訳、行路社、1989年
- 鈴木智之訳『記憶の社会的枠組み』青弓社、2018年。ISBN 978-4-7872-3443-8。